# Baryphyma trifrons affine
Baryphyma trifrons là một loài nhện trong họ Linyphiidae.
Loài này thuộc chi Baryphyma. Baryphyma trifrons affine được Ehrenfried Schenkel-Haas miêu tả năm 1930.